# Вандам, Алексей Ефимович
Алексей Ефимович Вандам (Алексей Ефимович Едрихин; 17 марта 1867, Минская губерния — 16 сентября (на памятнике указана дата: 6 сентября) 1933, Таллин) — русский генерал-майор (1917), военный разведчик, писатель, автор работ в области геополитики, геостратегии и стратегической географии.

## Биография
Родился в семье солдата Ефима Едрихина.
В декабре 1884 года поступил вольноопределяющимся в 120-м пехотном Серпуховском полку. Окончил Виленское пехотное юнкерское училище (1888; по второму разряду). В 1888—1897 служил в 117-м пехотном Ярославском полку. С 1892 — подпоручик (старшинство с 1890), с 1894 — поручик.

### Участие в Англо-бурской войне
В 1899 года успешно окончил два курса Николаевской академии Генерального штаба с выполнением письменной работы за дополнительный курс. Однако на дополнительный курс не поступил, а был откомандирован в свой полк, а в ноябре 1899 года зачислен в запас по армейской пехоте. Причиной такого развития его карьеры стала поездка на фронт англо-бурской войны, где Едрихин был военным корреспондентом газеты «Новое время», в которой публиковал свои «Письма о Трансваале» и, одновременно, принимал участие в боевых действиях на стороне буров. Свои статьи подписывал псевдонимом А. Вандамм. По одной из версий, происхождение псевдонима связано с фамилией наполеоновского генерала Ж. Д. Вандамма. По другой, более правдоподобной — с фамилией одного из бурских военных командиров Ван Дамма, отличившегося в боях против англичан.
Из-за болезни срок его пребывания на фронте составил около двух месяцев, но за это время он заслужил репутацию «весьма дельного офицера»; эта оценка приведена в докладной записке военного министра А. Н. Куропаткина на имя императора Николая II. Судя по всему, находясь на фронте, Едрихин выполнял неофициальное поручение российского правительства. Об этом свидетельствует его производство по возвращении в Россию в очередной чин штабс-капитана (6 мая 1900) и личный приём на следующий день у министра Куропаткина.

### Офицер Генерального штаба и военный писатель
В июне 1900 года был вновь принят на действительную службу, в августе того же года прикомандирован к Главному интендантскому управлению, но в апреле 1901 опять зачислен в запас (видимо, из-за продолжения журналистской деятельности в газете «Новое время»).
Был произвёден в капитаны, и в ноябре 1903 назначен помощником военного агента в Китае. Предположительно, занимался разведывательной деятельностью; подготовил аналитическую записку «Сведения о переустройстве вооружённых сил Китая». В декабре 1903 года произведен в капитаны со старшинством с 7 мая 1902 года.
Высочайшим приказом от 29 марта 1905 года награждён орденом Св. Анны 3 степени за отлично усердную службу и труды, понесенные во время военных действий.
В ноябре 1906 года был причислен к Генеральному штабу (как правило, этой чести удостаивались лишь офицеры, успешно закончившие дополнительный курс академии Генерального штаба).
В 1907 году официально сменил фамилию Едрихин на Вандам. В январе 1908 — феврале 1909 проходил цензовое командование ротой в лейб-гвардии Гренадерскому полку. В феврале — марте 1909 — старший адъютант штаба 1-й кавалерийской дивизии. С марта 1909 — подполковник. В марте 1909 — июле 1910 — штаб-офицер для особых поручений при штабе 13-го армейского корпуса.
В 1910 года был вновь уволен в запас, во время пребывания в котором написал две геополитические работы, в которых резко критиковал внешнюю политику Великобритании (тогдашней союзницы России по Антанте): «Наше положение» (1912) и «Величайшее из искусств. Обзор современного международного положения в свете высшей стратегии» (1913). Занимался переводческой деятельностью, перевёл труды западных консервативных авторов: Эдмона Демолена «Аристократическая раса» (1907), Чарльза Ремингтона «Будущая война на море и на суше» (1913) и другие.

### Первая мировая война
В декабре 1913 года вновь поступил на действительную службу и был назначен штаб-офицером для поручений при штабе 10-го армейского корпуса, с которым и вступил в Первую мировую войну. Затем был старшим адъютантом штаба 3-й армии.
ВП от 11 апреля 1915 года награждён Георгиевским оружием:

За то что будучи старшим адъютантом штаба армии, во время боев на реке Сан, под сильным ружейным и артиллерийским огнём, произвел разведку в районе с. Рудник, причем добытые им сведения существенно способствовали достижению успеха при овладении этой укрепленной позицией.

15 июня 1915 года был произведён в полковники. С 16 августа 1915 — командир 92-го пехотного Печорского полка. С 14 ноября 1916 — начальник штаба 23-й пехотной дивизии. ВП от 6 февраля 1917 года за отличия в делах против неприятеля награждён орденом Св. Владимира 3 степени с мечами. Приказом по армии и флоту от 24 ноября 1916 года награждён орденом Св. Георгия 4-й степени:

За то, что в бою 3 сентября 1916 года на западном берегу реки Нараювки у деревни Подшумлянце, командуя полком, под действительным артиллерийским, пулеметным и ружейным огнём противника, прорвался с полком через полосу проволочных заграждений в 4 — 5 кольев, имевшую двухъярусную оборону в Свистельникском лесу; в рукопашном бою разбил Фузелерный и Учебный полки 3-й гвардейской германской дивизии, овладел двумя линиями окопов, высотой 313, Свистельникским лесом, фольварком Бакув и высотой 348, с занятием которой сражение приняло решительный оборот в нашу пользу; отбил у последних 2-х пунктов контр-атаку противника, очистил фланговым огнём высоту 347 и отбросил германцев за фольварк Чертоламы, чем способствовал успеху корпуса. В бою 4 сентября, находясь в боевой линии под ураганным огнём тяжелой и легкой артиллерии противника, огнём и контр-атаками, отразил на высоте 348 и у фольварка Бакува три яростных атаки подвезенной ночью свежей бригады немцев, захватив 10 действующих пулеметов, 3 офицера и 247 германцев.

22 июня 1917 на основании статей 49 и 59 Георгиевского статута произведен в генерал-майоры со старшинством с 4 сентября 1916 года. Исполнял должность командующего 23-й пехотной дивизией, 27 сентября 1917 направлен в распоряжение начальника Генерального штаба.

### Гражданская война в России
Во время развала армии выехал в Эстонию и проживал под Ревелем в имении своего друга генерала графа П. М. Стенбока, где оставался во время занятия Эстонии германскими войсками. В октябре 1918 года возглавил формирование создаваемой в Пскове германцами из русских добровольцев «Северной армии», в октябре — ноябре 1918 — командир Отдельного Псковского добровольческого корпуса. Один из офицеров, подполковник К. К. Смирнов, даёт такой портрет генерала Вандама в этот период:

«Человек довольно крупного роста, спокойный, сдержанный, производил впечатление всегда чем-то недовольного… Генерал явился на совещание без погон, в весьма потёртом кителе. Общий вид у него был весьма демократический».

Отказался от проведения мобилизации, часть офицеров обвиняли его в бездействии и нерешительности. После поражения Германии в Первой мировой войне Вандам, имевший репутацию германофила, сложил с себя обязанности командира корпуса. Некоторое время жил в Риге и Германии, в июне 1919 года прибыл в Нарву, где генерал А. П. Родзянко назначил его начальником штаба Северо-Западной армии. Участвовал в неудачном наступлении на Петроград в октябре 1919 года. 25 ноября 1919 года приказом нового командующего Северо-Западной армией генерала П. В. Глазенапа Вандам был отправлен в командировку и, тем самым, фактически уволен с должности начальника штаба армии.

### В эмиграции
В эмиграции жил в Эстонии, был членом Георгиевского объединения и Союза взаимопомощи бывших военных. Состоял в РОВСе, занимая должность начальника штаба эстонского отдела союза.
Скончался в возрасте 66 лет в сентябре 1933 года и похоронен на Александро-Невском кладбище в Таллине.

## Награды
- Награждён орденами Св. Анны 3-й степени, Св. Владимира 3-й степени с мечами, Св. Георгия 4-й степени, а также медалью «За спасение погибающих» для ношения на груди на Владимирской ленте.

## Геополитик
В своих геополитических работах выступал сторонником активной экспансии России на юг и восток. Отмечал, что удалённость России от мировых морских торговых путей и её суровый климат обрекают страну на бедность и невозможность развить свою деловую энергию, вследствие чего, «повинуясь законам природы и расовому инстинкту», она «неудержимо стремится к югу, ведя наступление обеими оконечностями своей длинной фронтальной линии». Считал, что:

подобно тому, как каждая нормально растущая семья не может все время существовать на одном и том же участке земли, так и каждый нормально растущий народ не может довольствоваться все тою же когда-то занятою его предками, территорией и, по мере размножения, вынужден стремиться за пределы своих первоначальных владений.

Полагал, что главным геополитическим противником России являются англо-саксонские народы, которые намерены:

I. Уничтожить торговый и военный флоты России и, ослабив её до пределов возможного, оттеснить от Тихого океана вглубь Сибири.
II. Приступить к овладению всею полосою Южной Азии между 30 и 40 градусами северной широты и с этой базы постепенно оттеснить Русский Народ к северу. Так как по обязательным для всего живущего законам природы с прекращением роста начинается упадок и медленное умирание, то и наглухо запертый в своих северных широтах русский народ не избегнет своей участи.

Считал необходимым создание коалиции сухопутных держав — России, Германии и Франции — направленной против «утончённого деспотизма Англии».

Хуже войны с англосаксом может быть только дружба с ним.

Полагал, что в союзе с Францией и Германией Россия может облегчить решение своих геополитических задач. По мнению Вандама:

закончив наше наступление через Сибирь выходом к Жёлтому морю, Россия могла бы сделаться такой же морской державой на Тихом океане, как Англия на Атлантическом, и такими же покровителями Азии, как англосаксы Соединённых штатов — Американского материка.

Труды генерала Вандама были практически забыты вскоре после их издания (есть лишь информация, что во время Первой мировой войны «Величайшее из искусств» было переиздано в Германии). В начале XXI века произошло «второе открытие» работ Вандама, которые были трижды переизданы. Доктор социологических наук Игорь Образцов считает, что Вандам принадлежит к числу исследователей, которые заложили фундамент российской геополитической школы (из предисловия к книге «Геополитика и геостратегия»).

## Основные работы
- Наше положение. — СПб.: тип. А. С. Суворина, 1912. — 204 с.

- Вандам А. Е. Наше положение (1912) // Алексей Вандам. Наше положение. — СПб.: Наука, 2009. — 176 с. — 1500 экз. — ISBN 978-5-02-025435-0.
- Вандам А. Наше положение (1912) // Алексей Вандам, Николай Головин, Александр Бубнов. Неуслышанные пророки грядущих войн. — М.: АСТ; Астрель, 2004. — 368 с. — (Великие противостояния). — 5100 экз. — ISBN 5-17-025223-4.
- Вандам А. Е. Наше положение. Н.Новгород — Чёрная сотня, 2016—208 с. — 2000 экз. — ISBN 978-5-9908981-2-7.

- Величайшее из искусств. Обзор современного международного положения при свете высшей стратегии. — СПб.: тип. Товарищества А. С. Суворина «Новое время», 1913. — 53 с.

- Вандам А. Е. Величайшее из искусств. Обзор современного международного положения при свете высшей стратегии (1913) // Алексей Вандам. Наше положение. — СПб.: Наука, 2009. — 176 с. — 1500 экз. — ISBN 978-5-02-025435-0.
- Вандам А. Величайшее из искусств. Обзор современного международного положения при свете высшей стратегии (1913) // Алексей Вандам, Николай Головин, Александр Бубнов. Неуслышанные пророки грядущих войн. — М.: АСТ, Астрель, 2004. — 368 с. — (Великие противостояния). — 5100 экз. — ISBN 5-17-025223-4.

- Геополитика и геостратегия. — Жуковский-М.: Кучково поле, 2002.

Переводы
- Демолен Э. Аристократическая раса /Пер. с фр. А. Вандама. — Спб.: Типография товарищества А. С. Суворина, 1906. — 218 с.
- Рейх Эмиль. Современная Германия /Пер. с англ. А. Вандама. — Спб.: Типография товарищества А. С. Суворина, 1908. — 122 с.